# 쿠바 국가평의회
쿠바 국가평의회(스페인어: Consejo de Estado)는 쿠바 행정부에서 내각에 해당하는 기구이다. 1976년에 개정된 쿠바 헌법에 따라 신설되었다. 국가평의회 의원은 쿠바의 입법부인 인민주권민족회의에서 선출한다. 국가평의회의 의사 결정은 의원 다수의 투표를 통해 진행된다.
쿠바 정부는 인민주권민족회의의 회기 사이에 대부분의 입법권을 행사·승인을 권리를 갖고 있으며 인민주권민족회의에 연간 2차례 열리는 정규 회의를 소집할 수 있다. 국가평의회는 국가평의회 의원은 국가주석, 서기장, 제1부의장, 부의장 5명, 그 외의 회원 27명으로 구성되어 있다. 2019년에 쿠바 헌법이 개정됨에 따라 국가평의회 의장이 국가주석에서 인민주권민족회의 의장으로 이관되었으며 헌법 개정 이전까지는 쿠바의 국가주석이 국가평의회 의장, 국가원수를 겸임했다.